# Alan Caillou
Alan Samuel Lyle-Smythe, conhecido artisticamente como Alan Caillou, MBE (Surrey, 9 de novembro de 1914 - Sedona, 1 de outubro de 2006) foi um militar, escritor, ator, roteirista e caçador britânico.
Lutou na Revolta árabe de 1936–1939 pelo Exército Britânico e recebeu a Ordem do Império Britânico. Na Segunda Guerra Mundial, serviu na unidade Royal Army Service Corps e na Intelligence Corps no deserto da Líbia, onde recebeu o apelido de Caillou. Foi preso no norte da Africa e transferido para a Itália, logo em seguida, fugiu para Salermo. Nos últimos anos da guerra, ajudou os Partisans iugoslavos e foi promovida a capitão, recebendo a Cruz Militar. Todas estas experiências viraram um livro, escrito em 1954, com o título de "The World is Six Feet Square".
Após a guerra, foi policial e comissário de policia em colônias britânicas no oriente médio e com estas experiências, escreveu o livro "Sheba Slept Here".
Alan tornou-se caçador profissional na Somália e no Canadá, e neste país da América do Norte, começou a trabalhar como ator de televisão.
Em 1955 escreveu o romance "Rogue's Gambit" e após alguns trabalhos numa TV de Vancouver, mudou-se para os Estados Unidos, para trabalhar como roteirista. Após escrever roteiros para  séries como White Hunter, Daktari, The Man from U.N.C.L.E., entre outros, também atuou em Maverick, Have Gun – Will Travel,  Tarzan, Daniel Boone, Bonanza, Chaparral, The Six Million Dollar Man, entre outras séries e filmes de Hollywood.
Também escreveu mais de 50 pocket book, histórias para revistas e livros femininos utilizando variados pseudônimos.